# Ayn al-Tineh al-Gharbiyah
'Ayn al-Tineh al-Gharbiyah (tiếng Ả Rập: عين التينة الغربية, còn được gọi là Ayn al-Tineh) là một ngôi làng ở phía bắc Syria nằm ở phía tây Homs thuộc tỉnh Homs. Theo Cục Thống kê Trung ương Syria, 'Ayn al-Tineh al-Gharbiyah có dân số 1.092 trong cuộc điều tra dân số năm 2004. Cư dân của nó chủ yếu là Alawites.